# Praga 6
Praga 6, formalmente Distretto Municipale di Praga 6 (Městská část Praha 6) è il distretto più ampio di Praga, in Repubblica Ceca, situato a nord-ovest della città. Ricopre un'area di 41.54 km² ed ospita oltre centomila abitanti (stando ad un censimento del 2011).
L'omonimo distretto amministrativo (správní obvod) comprende Praga 6 e gli ex villaggi di Lysolaje, Nebušice, Přední Kopanina e Suchdol. Le aree catastali racchiuse in Praga 6, invece, sono le seguenti: Ruzyně, Liboc, Veleslavín, Vokovice, Dejvice, Střešovice e alcune porzioni di Břevnov, Sedlec, Bubeneč e Hradčany.
All'interno di Praga 6 si trovano alcuni siti di interesse (come l'abbazia di Břevnov e il monastero di Strahov), l'aeroporto Václav Havel ed istituti culturali e teatri.
Dal 2022 il sindaco è Jakub Starek del Partito Democratico Civico, succeduto a Ondřej Kolář (TOP 09).

## Cultura

### Istruzione
Università situate entro Praga 6:
- Università Tecnica Ceca di Praga (ČVUT)
- Istituto di Scienze Chimiche (VŠCHT)
- Università Ceca dell'Agricoltura (ČZU)
- Facoltà di Teologia Cattolica (KTF UK) e Facoltà di Educazione Fisica e Sport (FTVS UK) dell'Università Carolina

Scuole internazionali
- British School di Praga
- Scuola Internazionale di Praga
- Scuola giapponese di Praga
- Scuola "Riverside"

## Amministrazione
|    | Immagine | Nome              | Partito | Partito | Durata del mandato | Durata del mandato |
| -- | -------- | ----------------- | ------- | ------- | ------------------ | ------------------ |
| 1. |          | Jiří Hermann      |         | OF      | 1990               | 1994               |
| 2. |          | Petr Boček        |         | ODS     | 1994               | 1998               |
| 3. |          | Pavel Bém         |         | ODS     | 1998               | 06/12/2002         |
| 4. |          | Tomáš Chalupa     |         | ODS     | 06/12/2002         | 25/02/2011         |
| 5. |          | Marie Kousalíková |         | ODS     | 25/02/2011         | 21/11/2014         |
| 6. |          | Ondřej Kolář      |         | TOP 09  | 21/11/2014         | 24/10/2022         |
| 7. |          | Jakub Stárek      |         | ODS     | 24/10/2022         |                    |

### Gemellaggi
- Bayreuth, dal 2008
- Roncegno Terme